# Fljótsdalur
Fljótsdalur är en dal i republiken Island. Den ligger i regionen Austurland, i den östra delen av landet. Dalen har formats av sjön Lagarfljót och dess tillflöden. Staden Egilsstaðir ligger norr om dalen.
De mest kända platserna i dalen är Skriðuklaustur, Valþjófsstaður och vattenfallen Hengifoss, Strútsfoss och Kirkjufoss.